# Kornbach (Pausa-Mühltroff)
Kornbach ist ein Ortsteil der Stadt Pausa-Mühltroff im Vogtlandkreis in Sachsen. Er wurde am 1. Januar 1993 nach Mühltroff eingemeindet, mit dem er seit dem 1. Januar 2013 zur Stadt Pausa-Mühltroff gehört. Kornbach ist der einzige Ortsteil der Stadt Pausa-Mühltroff, welcher zur Zeit der DDR nicht zum Bezirk Gera und anschließend bis 1992 nicht zu Thüringen gehörte. Deshalb gehört er im Gegensatz zum restlichen Stadtgebiet zum sächsischen Postleitzahlgebiet 08 und nicht zum thüringischen Postleitzahlgebiet 07.

## Geographie

### Geographische Lage und Verkehr
Das Waldhufendorf Kornbach ist der südlichste Ortsteil von Pausa-Mühltroff. Er liegt südlich von Mühltroff und südwestlich von Schönberg auf einer höher gelegenen und umwaldeten Ebene im Südostthüringer Schiefergebirge (Naturraum Vogtland). Im Westen grenzt Kornbach an das Bundesland Thüringen. Das Dorf zieht sich beidseitig entlang des kleinen Quelltals des Kornbachs, eines Quellarms des Rosenbachs. Kornbach befindet sich im Nordwesten des Vogtlandkreises und im sächsischen Teil des historischen Vogtlands.
Im Norden und Westen läuft die Bahnstrecke Leipzig–Hof in einem Bogen um das Dorf. Kornbach besitzt jedoch keinen eigenen Bahnhof. Der nächste befindet sich im benachbarten Schönberg. Auch die Bahnstrecke Schönberg–Hirschberg und die Bahnstrecke Schönberg–Schleiz führen durch die Gemarkung Kornbachs.
Der Ort ist mit der vertakteten RufBus-Linie 44 des Verkehrsverbunds Vogtland an Mehltheuer angebunden. Dort besteht Anschluss zur TaktBus-Linie 42 nach Pausa und Zeulenroda.

### Nachbarorte
Kornbach grenzt an einen weiteren Ortsteil der Stadt Pausa-Mühltroff, drei Ortsteile der Gemeinde Rosenbach/Vogtl. und den Ortsteil Unterkoskau der thüringischen Stadt Tanna.
|                         | Mühltroff                                   | Schönberg |
| Unterkoskau (Thüringen) | Kompassrose, die auf Nachbargemeinden zeigt | Demeusel  |
|                         | Rodau                                       |           |

## Geschichte
Der Weiler mit 25 Bewohnern wurde 1418 unter dem Namen Kompach erstmals erwähnt. Schon 1419 nannte man die Ansiedlung Kornbach, wahrscheinlich des Roggenanbaus wegen. 1506 befand sich die hohe Gerichtsbarkeit beim  Amt Plauen. Die niedere teilten sich Rodau, Leubnitz und Tobertitz, da Kornbach selbst über kein Rittergut verfügte. Die Grundherrschaft über Kornbach war zwischen dem Amt Plauen und dem Rittergutsanteil geteilt. Der Rittergutsanteil von Kornbach unterstand im Jahr 1549 dem Rittergut Rodau, im Jahr 1606 dem Rittergut Lauterbach und im Jahr 1764 dem Rittergut Leubnitz. In Kornbach wurde im 19. Jahrhundert eine eigene Schule gebaut. Im Jahr 1834 bewohnten das Dorf 150 Personen, 1939 waren es 259 und 1990 nur noch 168. Kornbach ist kirchlich seit jeher nach Rodau gepfarrt. Politisch gehörte der Ort bis 1856 zum kursächsischen bzw. königlich-sächsischen Amt Plauen. 1856 wurde der Ort dem Gerichtsamt Pausa und 1875 der Amtshauptmannschaft Plauen angegliedert.
Durch die zweite Kreisreform in der DDR kam die Gemeinde Kornbach im Jahr 1952 zum Kreis Plauen-Land im Bezirk Chemnitz (1953 in Bezirk Karl-Marx-Stadt umbenannt), welcher seit 1990 als sächsischer Landkreis Plauen fortgeführt wurde und 1996 im Vogtlandkreis aufging. Am 1. Januar 1993 wurde Kornbach nach Mühltroff eingemeindet, welches sich wiederum am 1. Januar 2013 mit Pausa/Vogtl. zur Stadt Pausa-Mühltroff zusammenschloss. Kornbach ist der einzige Ortsteil der heutigen Stadt Pausa-Mühltroff, der nicht zum thüringischen Postleitzahlengebiet „07“, sondern zum sächsischen Postleitzahlengebiet „08“ gehört. Dies ist darin begründet, dass Kornbach bei der DDR-Kreisreform 1952 nicht zum Bezirk Gera kam und somit nicht Teil des Staatsvertrages zwischen Thüringen und Sachsen war, durch den die restlichen Ortsteile von Pausa-Mühltroff am 1. April 1992 von Thüringen nach Sachsen wechselten.